# David Brower
Pour les articles homonymes, voir Brower.
 (janvier 2024).
Si vous disposez d'ouvrages ou d'articles de référence ou si vous connaissez des sites web de qualité traitant du thème abordé ici, merci de compléter l'article en donnant les références utiles à sa vérifiabilité et en les liant à la section « Notes et références ».
David Ross Brower, né le 1er juillet 1912 en Californie et mort le 5 novembre 2000 est un écologiste américain fondateur de nombreuses organisations.
Parmi celles-ci, le « Sierra Club Fondation », le « John Muir Institute for Environmental Studies », l'ONG Friends of the Earth », la ligue « League of Conservation Voters », l'Institut « Earth Island Institute », le Conseil « North Cascades Conservation Council » et le « Fate of the Earth Conferences ».
David Brower est directeur exécutif du Sierra Club de 1952 à 1969. Il siège à son conseil d'administration à trois reprises : entre 1941 à 1953, entre 1983-1988 et enfin entre 1995-2000.
Jeune, il pratique l'alpinisme.

## Biographie
David Brower est né à Berkeley en Californie. Il épouse Anne Hus Brower (1913-2001) rencontrée quand ils sont tous deux rédacteurs en chef de l'University of California Press à Berkeley.
Passionné par le sport de l'alpinisme et les grands sommets, David Brower s'oriente et s'investit définitivement pour la protection de l'environnement de la nature.

## Alpinisme

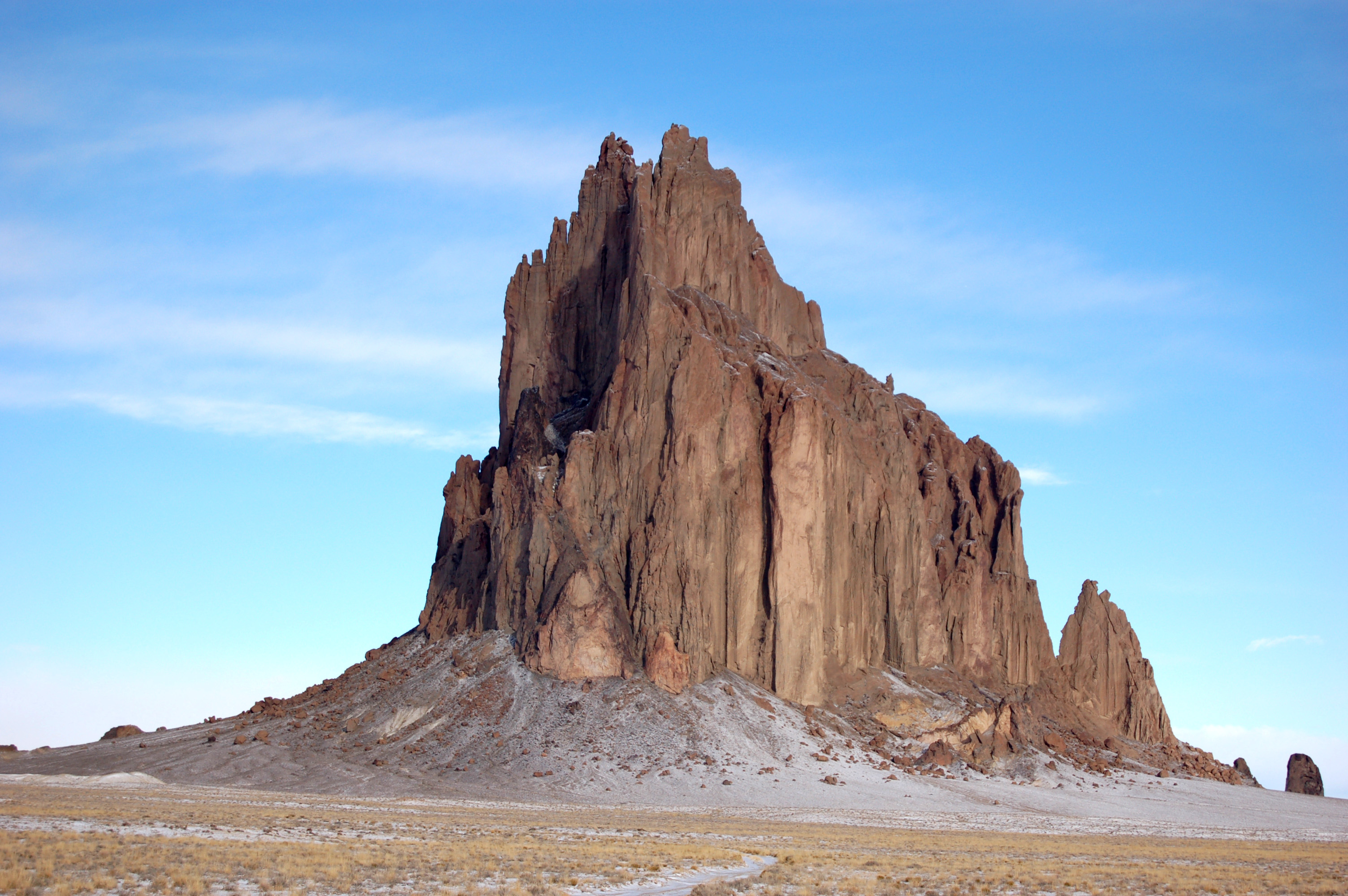
« Shiprock », lieu de la première ascension de David Brower et ses amis en 1939.

David Brower est conduit vers les mouvements de protection de la nature à la suite d'un grand intérêt pour la montagne et l'alpinisme.
En 1933, Brower passe sept semaines dans la haute Sierra Nevada avec George Rockwood. Norman Clyde (en) qu'il rencontre ensuite lui donne des leçons d'escalade. Il rencontre aussi Hervey Voge, qui le persuade de rejoindre le Sierra Club, ce qu'il fait cette même année 1933.
Le 18 mai 1934, avec Voge, il entame un voyage de dix semaines d'escalade à travers la High Sierra, pour étudier des voies d'escalade et pour établir des registres de montagne pour le club. Auparavant, ils établissent plusieurs caches de nourriture le long de leur itinéraire prévu (de Onion Valley à Tuolumne Meadows). Le couple escalade 63 pics lors de ce voyage, dont 32 premières ascensions. Le premier jour, ils atteignent le sommet du mont Tyndall (Tyndall Mountains (en)), du Mont Williamson, et du Mont Barnard (en) ; les jours suivants, ils enchaînent  records et exploits,.
Il s'initie ensuite à l'escalade en hiver avant d'enchaîner des ascensions remarquables, dans le Yosemite et dans l'Ouest des États-Unis.

## Seconde Guerre mondiale
En 1942, David Brower édite et coécrit un Manuel de  ski en montagne qui est utilisé pour l'entraînement des troupes alliées au combat en montagne au cours de la Seconde Guerre mondiale. Les techniques décrites sont utilisées par les forces américaines au printemps 1945 dans l'offensive d'Italie. Le livre est révisé et republié trois fois.
Durant la Seconde Guerre mondiale, il est lieutenant de la 10th Mountain Division et forme les soldats à l'alpinisme et au ski de fond (dans le Vermont et l'État de Washington). Il obtient une Médaille (Bronze Star) pour son action en Italie Brower dans la 10e division de montagne apparaît en vedette dans le film documentaire Fire on the Mountain (1996). Il est major de réserve pour l'Armée après la fin de la guerre.

## David Brower et le Sierra Club
Après la guerre, David Brower reprend son travail d'éditeur à l'Université de Californie, et dès 1946, entreprend de publier le Bulletin du Sierra Club. Il dirige la publication de la revue High Trips (en) du club (de 1947 à 1954). Il dirige le Sierra Club en 1952, et rejoint la lutte contre le barrage d'Echo Park dans le Dinosaur National Monument de l'Utah.
Profitant de son expérience d'éditeur, il publie This is Dinosaur, édité par Wallace Stegner avec des photographies de l'environnementaliste Martin Litton et de Philip Hyde (en)
En 1955, les écologistes réussissent à convaincre le Congrès de renoncer au projet de barrage sur le fleuve Colorado. Le Sierra Club reçoit alors un important soutien financier et est plébiscité par le public [réf. souhaitée].
Dans les années 1960, David Brower entame une série de livres pour le Sierra Club Books sur le patrimoine écologique des États-Unis (série : This is the American Earth), suivi en 1962 par un ouvrage intitulé In Wildness Is the Preservation of the World, avec des photographies en couleur d'Eliot Porter. Ces grands livres se vendent bien et font connaître le Sierra Club à de nouveaux membres soucieux de la préservation de la naturalité et du caractère sauvage des grands paysages et parcs américains ou ailleurs sur la planète. [réf. souhaitée]
Brower publie ensuite deux nouveaux titres par an dans la série, mais vers 1964, ils commencent à être source de déficit pour l'ONG. Toutefois, de nombreuses personnes déclarent que ces ouvrages ont été la cause principale de la croissance extraordinaire du nombre d'adhérents du Club et de son élévation à une notoriété nationale. La gestion financière devient alors source de discorde entre les Brower et le conseil d'administration du Club.
S'appuyant sur les « Biennial Wilderness Conferences », conférences bisannuelles sur le thème de la naturalité lancées par le club en 1949 en collaboration avec la Wilderness Society, Brower a contribué au passage victorieux d'une loi sur la conservation de la nature (Wilderness Act, 1964). [réf. souhaitée]
David Brower et le Sierra Club se sont aussi battus pour stopper la construction de deux barrages visant à inonder plusieurs parties du Grand Canyon. En 1964, Brower a organisé une expédition fluviale dirigée par l'environnementaliste Martin Litton (en) avec Philippe Hyde (en) et l'auteur François Leydet. Ce voyage entraine la publication d'un livre Time and The River Flowing qui a galvanisé l'opposition du public aux barrages. [réf. souhaitée]
En juin 1966, le club publie des annonces dans le New York Times et le Washington Post demandant, « Faut-il aussi inonder la Chapelle Sixtine afin que les touristes puissent se rapprocher du plafond ? ». La campagne attire des nouveaux membres. En rétorsion, l'Internal Revenue Service annonce que le club perd son statut d'organisme de bienfaisance, ce qui lui fait perdre les cotisations déductibles d'impôt et entraine une chute de ses recettes. Le club gagne néanmoins contre les barrages du Grand Canyon, entrainant une augmentation considérable du nombre de membres.
Le déficit annuel augmentant, la tension monte entre Brower et le conseil d'administration du Sierra Club. Un autre conflit se fait jour, relatif à la construction d'une centrale nucléaire (Diablo Canyon Power Plant) planifiée par la compagnie Pacific Gas and Electric (PG&E) près de San Luis Obispo en Californie. Il fait croître le poids du club (qui a déjà joué un rôle majeur dans le blocage d'une centrale nucléaire dans la Baie de Bodega dans les années 1960), mais avec des arguments orientés sur le risque élevé de tremblement de terre à proximité de la Faille de San Andreas, et non véritablement en opposition à l'énergie nucléaire elle-même. Le conseil d'administration du Club vote en faveur du site de Diablo Canyon pour la centrale en échange d'une promesse de déplacement de la centrale: le site initial (Nipomo Dunes) étant particulièrement vulnérable du point de vue de l'environnement [réf. souhaitée].
En 1967, un référendum parmi les membres du club confirme la position du conseil. David Brower pense quant à lui que l'énergie nucléaire est une erreur dangereuse à n'importe quel endroit. Il exprime publiquement son opposition au projet Diablo Canyon, au mépris de la politique officielle du Club. [réf. souhaitée]
Dans les années 1960, les élections au conseil d'administration du Sierra Club mettent en évidence deux parties pro et anti-Brower. En 1968, les partisans Brower emportent la majorité, mais en 1969 les candidats anti-Brower remportent les cinq places ouvertes. Brower est accusé d'imprudence financière et d'insubordination par deux de ses anciens amis, le photographe Ansel Adams et le conseil du président Richard Leonard. La démission de Brower est acceptée par un vote du Conseil à 10 voix contre 5.
David Brower est élu au conseil d'administration pour un mandat de 1983 à 1988, et de nouveau de 1995 à 2000. Le club réunit 600 000 membres et constitue un groupe d'influence des défenseurs de l'environnement dans le monde. Brower est considéré par John Muir et Teddy Roosevelt comme l'un des écologistes les plus marquants des États-Unis [citation nécessaire].
Pourtant Brower, préoccupé par la croissance démographique, la surpopulation (sujet malthusianiste tabou dans le monde politique, notamment aux États-Unis), la surexploitation des ressources et l'immigration ne se sent pas entendu ni compris par le conseil d'administration [réf. souhaitée].
Ceci motive en 2000 sa 2e démission du Sierra Club, également en protestation contre les positions du Conseil d'administration, « sans regret et un peu de désespoir ». Tim Murray disait de lui (en 2008) qu'il s'est trouvé confronté à la corruption, la rigidité politique et à la myopie. Brower estimait que « la planète est en train d'être saccagée, mais que le conseil d'administration n'a pas de sens réel de l'urgence », soutenant même des propositions du gouvernement fédéral allant, selon Brower, à l'encontre du mandat initial du club qui est de protéger les Sierras en Californie. [réf. souhaitée]
Il reproche au club de ne pas utiliser son leadership pour prendre une position forte sur les impacts négatifs de la croissance de la population et de l'immigration aux États-Unis[réf. souhaitée]. Certaines de ses vues en matière de contrôle de la population sont très controversées. Il ne s'agit pas d'une attitude raciste. Comme l'ancien sénateur du Wisconsin, Gaylord Nelson (cofondateur du jour de la terre), et comme E.O. Wilson sociobiologiste réputé et Pr à Harvard, Brower s'alarme du fait que sur une planète aux ressources finies, la démographie humaine commence à pouvoir influencer négativement le destin de l'espèce, et qu'une politique continuant à encourager l'immigration aboutirait à doubler la population de l'Amérique en 2100, et que sa libéralisation en ajouterait encore 700 autres millions d'ici à ce moment-là. Si l'Amérique du Nord n'apprend pas à limiter sa population, elle va vers un Armageddon écologique pensait-il. En démissionnant, Brower déclare que « La surpopulation est peut-être le plus gros problème auquel nous sommes confrontés, et l'immigration fait partie du problème. Il doit être pris en compte ». Juste après le jour de la terre de 1970, la Commission présidentielle sur la croissance démographique et l'avenir de l'Amérique exhorte le Congrès à viser à rapidement stabiliser la population à 200 millions d'habitants. Paul Ehrlich parmi d'autres écologistes a estimé au vu des ressources naturelles disponibles que 150 millions de personnes pouvait être le nombre à ne pas dépasser pour une survie durable sans destruction de tous les habitats naturels aux États-Unis (chiffre déjà dépassé).

## Les Amis de la Terre
En 1969, David Brower fonde l'ONG Les Amis de la Terre (ou FOE (pour Friends of the Earth), peu après sa démission en tant que directeur exécutif du Sierra Club.
L'ONG profite du premier Jour de la terre (Earth Day) en avril 1970, qui confirme une augmentation de l'intérêt de la population pour l'environnement. Une série d'articles favorables sont publiés dans The New Yorker par John McPhee, publié plus tard dans un recueil intitulé Rencontres avec le druide, qui raconte les confrontations de Brower avec un géologue et ingénieur minier, un développeur, et le directeur du Bureau of Reclamation. Brower amusé par le « titre » de druide l'a plus tard utilisé dans son adresse électronique.
L'ONG FOE déménage, installe son siège à San Francisco et ouvre un bureau à Washington, DC. Brower essaime bientôt en deux nouvelles organisations (League of Conservation Voters en 1970 et en 1971 un Centre de politique environnementale).
Les contacts internationaux de Brower le conduisent à fonder une ONG FOE international (en 1971), fédérant des organisations sœurs dans quarante-quatre pays. Brower lance aussi un programme de publications par le FOE, qui eut un succès initial en 1970 avec un manuel The Environmental Handbook, mais qui ensuite perd de l'argent.
Le savoir-faire de David Brower concerne surtout le volet préservation de la naturalité et conservation de la nature, mais les Amis de la terre sont rapidement amenés à prendre position sur des questions nouvelles soulevées par les écologistes (pipe lines en Alaska, transport supersonique, énergie nucléaire et utilisation du défoliant Agent Orange au Viêt Nam)
Après l'élection de Ronald Reagan comme président en 1980, le FOE conduit l'opposition au secrétaire de l'Intérieur James G. Watt, qui a entrepris de vendre ou louer le domaine public dans l'Ouest.Brower quitte sa fonction de directeur exécutif de FOE après 10 ans de fonction en 1979, mais il reste président du conseil d'administration.
L'endettement croissant du FOE, ainsi que des tensions entre les activités de lobbying à Washington et les actions de terrain, conduisent à des tensions, entre Brower et la majorité du conseil d'administration, qui évoquent le conflit de Brower avec le conseil d'administration du Sierra Club. Face à des réductions de personnel en 1984, Brower appelle les adhérents à une contribution d'urgence. Il est retiré du conseil d'administration pour insubordination, mais rétabli quand il menaça d'un procès. En 1985, le conseil vote la fermeture du bureau de San Francisco. Brower démissionne en 1986 pour travailler avec l'Earth Island Institute.

## Période tardive, avec l'Earth Island Institute
David Brower rejoint l'Earth Island Institute en 1982. Après que le FOE ait déménagé son siège à Washington, DC en 1986, Brower développe Earth Island comme un incubateur de projets innovants en matière d'écologie et de justice sociale, dont les projets doivent trouver leur propre financement.
Malgré le fait qu'il en préside le conseil d'administration, Brower reste en arrière-plan derrière David Philips et John Knox.
Des groupes formés sous l'égide de Earth Island comprennent par exemple le Rainforest Action Network, le projet de l'environnement sur l'Amérique centrale (EPOCA pour Environmental Project on Central America) et bien d'autres.
En plus de son retour au conseil du Sierra Club pendant deux mandats distincts, il siège au conseil d'administration du Native Forest Council (à partir de 1988 jusqu'à sa mort en 2000). Cette ONG vise à conserver la naturalité des forêts américaines, et à la restaurer quand c'est possible, insistant sur le fait que couper les arbres très vieux et très jeunes ne rend pas la forêt meilleure, mais la rend malade.
Peu avant sa mort, en tant que partisan de Ralph Nader, Brower est à Denver en juin 2000, pour le congrès du Parti vert.

## Honneurs
- Nommé 3 fois pour le prix nobel[18]
- Un monument, dit Spaceship Earth, est érigé en son honneur à la Kennesaw State University, visant à rappeler aux générations futures la fragilité de la vie sur la planète

### Ouvrages
- (en) David Brower, For earth's sake : the life and times of David Brower, Salt Lake City, Peregrine Smith Books, 1990 (ISBN 0-87905-013-6)
- (en) David Brower et Steve Chapple, Let the mountains talk, let the rivers run : a call to those who would save the earth, San Francisco, Calif, HarperSanFransciso, 1996 (ISBN 0-06-251430-X)
- Brower, David, & the Sierra Club, eds., Wilderness: America's Living Heritage (New York Vail-Ballou Press, Gillick Press, 1961).
- (en) Michael P Cohen, The history of the Sierra Club, 1892-1970, San Francisco, Sierra Club Books, 1988, 550 p. (ISBN 0-87156-732-6)
- (en) Stephen Fox, John Muir and his legacy : the American conservation movement, Boston, Little, Brown, 1981, 436 p. (ISBN 0-316-29110-2)
- (en) John McPhee, Encounters with the archdruid, New York, Farrar, Straus and Giroux, 1971, 245 p. (ISBN 0-374-14822-8)

### Videographie
- For Earth's Sake: The Life and Times of David Brower. Produced in 1989 by John de Graaf in cooperation with KCTS-Seattle. Distributed by Bullfrog Films, Oley, PA 19547. 58 minutes.
- Monumental: David Brower's Fight for Wild America. Directed by Kelly Duane for Loteria Films, 2004. DVD, 78 min.